# Kingdom of Life
Kingdom of Life je exportní verze alba Meditace české rockové skupiny Blue Effect. Deska byla vydána vydavatelstvím Supraphon-Artia v roce 1971 s katalogovým číslem 113 1023. První polovina alba Meditace měla česky zpívané texty, které byly pro exportní verzi změněny na anglické a nově nazpívány na původní instrumentální základ. Píseň „White Hair“ nazpíval Vladimír Mišík, který v době vydání Kingdom of Life již dlouho nebyl členem skupiny, zpěv na ostatních skladbách pochází od Leška Semelky (nahráváno 21. října 1970 ve studiu Mozarteum v Praze). Druhá polovina alba, která měla již na Meditaci anglické texty, je shodná s původní českou verzí.
Píseň „White Hair“ byla zařazena jako bonus na dvě CD reedice alba Meditace (1994 a 1996), skladba „Kingdom of Life“ na první CD reedici Meditace (1994) a na CD reedici Nové syntézy (1997) a písně „You'll Stay with Me“ a „Brother's Song“ pouze na CD reedici Nové syntézy (1997).

## Seznam skladeb
| Strana 1 | Strana 1            | Strana 1 | Strana 1        | Strana 1 |
| Pořadí   | Název               | Hudba    | Text            | Délka    |
| -------- | ------------------- | -------- | --------------- | -------- |
| 1.       | Kingdom of Life     | Hladík   | K. Kozel, Hutka | 4:04     |
| 2.       | White Hair          | Mišík    | Jiří Smetana    | 4:19     |
| 3.       | You'll Stay with Me | Hladík   | K. Kozel        | 4:27     |
| 4.       | Brother's Song      | Hladík   | K. Kozel        | 2:20     |
| 5.       | Sunny Grave         | Mišík    | instrumentální  | 1:55     |

| Strana 2       | Strana 2          | Strana 2                      | Strana 2       | Strana 2 |
| Pořadí         | Název             | Hudba                         | Text           | Délka    |
| -------------- | ----------------- | ----------------------------- | -------------- | -------- |
| 1.             | Little Girl       | Mišík                         | Mišík          | 3:55     |
| 2.             | Deserted Alley    | Mišík                         | K. Kozel       | 3:15     |
| 3.             | Blues About Stone | Hladík, Mišík, J. Kozel, Čech | Mišík          | 8:10     |
| 4.             | Rainy Day         | Hladík, J. Kozel              | K. Kozel       | 4:00     |
| 5.             | Where Is My Star  | Hladík                        | Jiří Smetana   | 3:30     |
| Celková délka: | Celková délka:    | Celková délka:                | Celková délka: | 39:33    |

## Obsazení
- Blue Effect
  - Lešek Semelka – zpěv (ve skladbách „Kingdom of Life“, „You'll Stay with Me“ a „Brother's Song“)
  - Vladimír Mišík – zpěv (ve skladbě „White Hair“ a ve všech skladbách na straně 2)
  - Radim Hladík – kytara
  - Jiří Kozel – baskytara
  - Vlado Čech – bicí
- Hosté
  - Jaroslav Kummermann – recitativ (ve skladbě „Kingdom of Life“)